# Greg Robert
Greg Robert (Baton Rouge, 25 febbraio 1951) è un tastierista, cantante, polistrumentista e tecnico del suono statunitense rock progressivo, noto come membro della band Kansas (anni novanta) e, per un breve periodo, della band di Zachary Richard.

## Carriera
Entra nella band Kansas già nel 1986; tuttavia, accreditato come membro esterno, solo nel 1990 diventa membro ufficiale della band, che lascerà nel 1997.
Nei primi anni 1990 inizia una prolifica collaborazione con Zachary Richard, come tastierista e tecnico del suono. Nel 1983 si unisce al gruppo rock acustico Smithfield Fair, che abbandona quando diventa membro stabile dei Kansas. Dal 1986 al 1988 ha fatto anche parte della band musicale Baton Rouge, formatosi nella sua città natale.
Successivamente, nel 1991, egli debutta come solista con l'album Mardy Gras Party, dove si avvale della collaborazione di molti artisti fusion e rock latino.

## Discografia

### Con gli Smithfield Fair
- Voices: Dancing in the Dust and Whistling an Ancient Tune, 1985
- Another Southern Summer, 1986
- Living in the Mainstream, 1988

### Con i Kansas
- Freaks of Nature, 1995

### Come solista
- Mardy Gras Party, 1991
- Mardy Gras Time, 1998

### Con Zachary Richard
- Zack's Bon Ton

### Collaborazioni
- 2001 - Three Weird Sisters - Rite the First Time
- 2007 - Mary Crowell - Courting My Muse